# Up in the Air Forever
Up in the Air Forever es el tercer álbum de estudio de la banda australiana de nu metal Ocean Grove. Fue lanzado el 22 de abril de 2022 a través de UNFD Records. Este es el primer álbum lanzado después de la salida del guitarrista Matt Henley, reemplazado en el estudio por el baterista y productor de la banda, Sam Bassal. También este es el último álbum que la banda lanzó con UNFD Records.

## Lanzamiento y promoción
Se lanzaron cuatro sencillos antes del álbum. El primer sencillo, "Cali Sun", se lanzó el 8 de noviembre de 2021.
El 18 de enero de 2022, la banda lanzó su segundo sencillo, "Silver Lining".
El tercer sencillo, "Sex Dope Gold", salió el 23 de febrero de 2022.
El cuarto y último sencillo, "Bored", salió el 21 de abril de 2022.

## Lista de canciones
Toda la música compuesta por Dale Tanner, Sam Bassal y Twiggy Hunter. 
| N.º | Título                  | Duración |  |
| 1.  | «Flava»                 | 3:21     |  |
| 2.  | «Sex Dope Gold»         | 2:57     |  |
| 3.  | «Cali Sun»              | 3:47     |  |
| 4.  | «Bustin»                | 3:18     |  |
| 5.  | «Silver Lining»         | 3:30     |  |
| 6.  | «HMU» (con Lil Aaron)   | 1:57     |  |
| 7.  | «Bored» (con Dune Rats) | 3:44     |  |
| 8.  | «Noise»                 | 3:05     |  |
| 9.  | «Silence»               | 3:15     |  |
| 10. | «Up in the Air Forever» | 3:45     |  |

## Posicionamiento en lista
| Lista (2022)     | Posición |
| ---------------- | -------- |
| Australia (ARIA) | 8        |

## Personal
Ocean Grove
- Dale Tanner – voz principal
- Twiggy Hunter – bajo, voz
- Sam Bassal – batería, guitarra, producción, ingeniería, masterización, mezcla

Músicos adicionales
- Lil Aaron: voz (pista 6).
- Dune Rats: voz (pista 7).